# 胡建英
胡建英（1965年4月—），北京大学城市与环境学院教授，主要从事环境中有毒有害化学物质方面的研究工作。担任中国环境科学学会化学品环境风险防控专业委员会常务委员、《生态毒理学报》编委，入选中华人民共和国教育部2009年度"长江学者"特聘教授。